# 41
41 (XLI, na numeração romana) foi um ano comum do século I, do Calendário Juliano, da Era de Cristo, teve início a um domingo e terminou também a um domingo, e a sua letra dominical foi A.
| Ano completo                    |
| ------------------------------- |
| Ano comum com início ao domingo |

## Eventos
- Cláudio torna-se Imperador de Roma.[1]
- Herodes Agripa I visita Roma.[2]
- Séneca o Jovem é banido à Córsega por Cláudio.[3]

## Nascimentos
- 12 de Fevereiro - Britânico, filho do imperador Cláudio.[4]

## Mortes
- Júlia Lívila -  irmã de Calígula (n. 18).[5]
- Janeiro - Cneu Domício Enobarbo (cônsul em 32), político romano (n. 2 a.C.).
- 24 de janeiro
  - Calígula, imperador romano, assassinado (n. 12).[6]
  - Júlia Drusila, filha de Calígula (n. 39).[7]
  - Milônia Cesônia, imperatriz consorte de Calígula.[7]